# Jewhen Swerstjuk

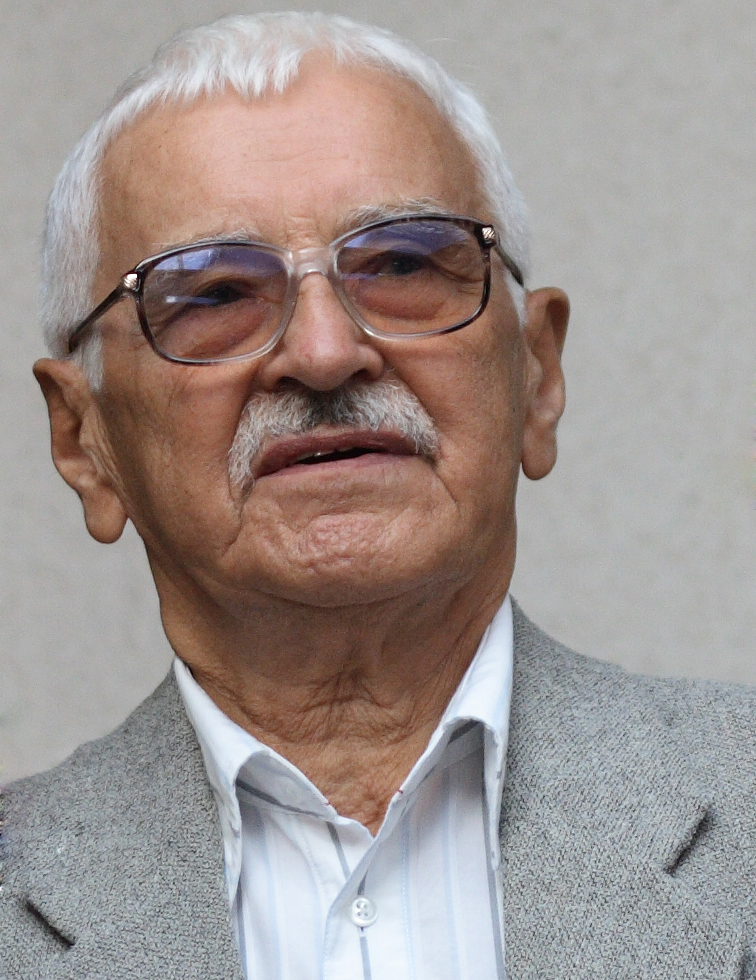
Jewhen Swerstjuk

Jewhen Oleksandrowytsch Swerstjuk (ukrainisch Євген Олександрович Сверстюк; * 13. Dezember 1928 in Sielec, Woiwodschaft Wolhynien, Polen; † 1. Dezember 2014 in Kiew, Ukraine) war ein ukrainischer Philosoph, Schriftsteller, Literaturkritiker, Übersetzer, Herausgeber und sowjetischer Dissident. Vertreter der Sechziger.

## Leben
Jewhen Swerstjuk kam im damals ostpolnischen Dorf Sielec (heute Silze im Rajon Horochiw der ukrainischen Oblast Wolyn) zur Welt. 1947 begann er ein Studium am Institut für Psychologie, Fakultät für Philologie der Universität Lwiw. Nachdem er 1952 sein Diplom abgelegt hatte, ging er 1953 an die Universität Odessa und machte dort 1956 seinen Kandidaten-Abschluss. Anschließend arbeitete er bis 1959 als Lehrer der ukrainischen Literatur in der Oblast Ternopil und dem Pädagogischen Institut Poltawa.
Ab 1959 veröffentlichte er in sowjetischen Literaturzeitschriften Artikel und Rezensionen. Aufgrund seiner Kritik an der Russifizierung in der Ukraine und von ihm festgestellten Ungerechtigkeiten wurde er 1965 auf eine schwarze Liste gesetzt und verlor seine Arbeit am Pädagogischen Institut. Seitdem erschienen seine Essays als Samisdat und wurden in Emigranten-Zeitschriften veröffentlicht. Im Dezember 1970 hielt er die Grabrede der ermordeten ukrainischen Malerin und Dissidentin Alla Horska (Алла Олександрівна Горська). Im Januar 1972 wurde er verhaftet und im März 1973 zusammen mit Iwan Switlytschnyj wegen „antisowjetischer Agitation und Propaganda“ zu sieben Jahren verschärfter Zwangsarbeit in einem Arbeitslager in der Oblast Perm und anschließendem fünfjährigen Exil in der Burjatischen ASSR verurteilt. Die Lagerhaft nutzte er zu politischen Protesten und nahm auch an Hungerstreiks teil. Im April 1979 wurde er Ehrenmitglied des internationalen Autorenverbandes P.E.N. Nachdem er wieder in Freiheit war, zog er nach Kiew und arbeitete als Schreiner. Im Zuge der Perestroika erschienen seine Artikel in den späten 1980er Jahren auch in der sowjetischen Presse. Ausgaben seiner Werke erschienen in der Ukraine und 1976 in englischer Übersetzung in den Vereinigten Staaten.
1992 wählte man ihn zum Präsidenten des ukrainischen P.E.N.–Clubs. Für seine im Jahr 1993 in Kiew erschienene Essaysammlung Verlorene Söhne der Ukraine erhielt er 1995 mit dem Taras-Schewtschenko-Preis den Staatspreis der Ukraine. Swerstjuk war Mitglied der ukrainischen Initiativgruppe Erster Dezember und seit 1989 war er Herausgeber und Chefredakteur der christlich-orthodoxen Zeitung Unser Glaube. Swerstjuk starb 85-jährig in Kiew und wurde dort am 4. Dezember 2014 auf dem Baikowe-Friedhof beerdigt.

## Ehrungen
Jewhen Swerstjuk erhielt 1995 den Taras-Schewtschenko-Preis und 2008 den ukrainischen Orden der Freiheit.